# Juniorenfirma
Als Juniorenfirma (auch Juniorenunternehmen, Schülerfirma oder Lehrfirma) wird ein von Auszubildenden, Studenten oder Schülern eigenverantwortlich gegründetes Übungsunternehmen bezeichnet, das mit realem Geschäftsbetrieb, realen Waren und realen Geldströmen zumeist unter dem Schirm eines Ausbildungsbetriebes, einer Hochschule oder einer Schule (als Schülerfirma bzw. -unternehmen) auf Dauer geführt wird. Solche Unternehmen dienen heute vor allem pädagogischen und Bildungszwecken und sind je nach Bedarf und Möglichkeiten unterschiedlich strukturiert.

## Geschichte
Unternehmen, die von Auszubildenden oder Schülern geführt wurden, haben sich langsam bis zu ihren heutigen Formen entwickelt. Übergänge von Lehrformen und Handel lagen zum Beispiel bereits vor, als Lehrlinge sich ein Zubrot verdienten, indem sie ihre eigenen Arbeiten auf dem Markt verkauften und die damit verbundenen Geschäftsvorgänge selbst oder vom Meister angeleitet organisierten. Von einem Unternehmen spricht man heute allerdings erst, wenn eine betriebsähnliche Struktur vorliegt, sowie eine angeleitete, aber selbständige Arbeitsweise, die oft in finanzieller Hinsicht bis zu einem gewissen Grad durch den Ausbildenden abgesichert wird. Auch dies ist nicht neu. Bereits aus dem Jahr 1796 ist ein eigenständig von Schülern verwalteter Laden im Rahmen einer Leipziger Bildungsanstalt dokumentiert. In den 1920er Jahren wurden Arbeits- und Produktionsschulen eingerichtet. In der Zahnradfabrik Friedrichshafen wurde 1975 das erste reale Übungsunternehmen gegründet.
Der Begriff Juniorenfirma stammt von einem 1983 durch das Bundesinstitut für Berufsbildung initiierten dreijährigen Modellversuch, an dem acht unterschiedlich strukturierte Industriebetriebe teilnahmen. Das Ziel des Versuches war es, projektorientiertes Arbeiten in der kaufmännischen Berufsausbildung zu erproben. Bis Mai 2000 war die Zahl der betrieblichen Juniorenfirmen in Deutschland auf ca. 70 angewachsen, davon 38 bei der Deutschen Bahn AG. Die ersten Juniorenfirmen im berufsschulischen Bereich wurden 1987 konzipiert. Im schulischen Bereich spricht man oft von Schülerfirmen bzw. Schülerunternehmen.
International können auf Übungszwecke ausgerichtete reale Unternehmen ausschließlich im schulnahen Bereich aufgezeigt werden. So wurde in den USA 1916 die sogenannte Junior Achievement-Bewegung gegründet. Heute umfasst die Bewegung von Schülern geführte Junior Achievement-Unternehmen in annähernd  100 Ländern. In Europa wird durch die 1977 gegründete Organisation Junior Achievement Europe in 39 Ländern Schülerfirmenprogramme angeboten, u. a. seit 1994 in Deutschland durch Junior Achievement Germany.

## Zwecke
Diese Unternehmen können heute eine größere Zahl von Zwecken und Funktionen erfüllen, die durch den Unterricht nicht oder schlecht abgedeckt werden. Darunter fallen vor allem die Vermittlung von Fähigkeiten, Kompetenzen aber auch Selbstvertrauen in die eigene Arbeit, Erfolgserlebnisse und Teamgeist. Dies dient der Persönlichkeitsentwicklung der Schüler, fördert ihre Kooperationsbereitschaft und führt auch zur Stärkung ihrer Ausbildungs- und Berufsfähigkeit. Die Schüler sollen durch selbständiges und eigenverantwortliches Handeln sowie Notwendigkeit von vernetztem Denken auf das Berufsleben vorbereitet werden, um die dortigen Anforderungen bewältigen zu können.
Diese Unternehmen werden heute aber auch für Zwecke eingerichtet, die über die Berufsbildung hinausgehen. Weitere Ziele können in der Schaffung von kooperativen sozialen Räumen für den Sonder- und Förderschulbereich bestehen, die basisbezogen auch Ergotherapien und ähnliche therapeutische Maßnahmen ermöglichen, andererseits aber auch fortgeschrittenen Schülern berufsvorbereitende Fähigkeiten vermitteln. Hier sind verschiedenste Kombi-Modelle in Gebrauch. Im heilpädagogischen Bereich kann die praktische Arbeit so genutzt werden, dass für jeden Schüler eine passende Tätigkeit gefunden wird. Hierin liegt ein Vorteil, der durch Unterrichtsplanung nicht oder nur sehr aufwendig erreicht werden kann. Insbesondere bei der handwerklichen Fertigung von Kleinserien können alle Schüler jeden Arbeitsgang erlernen, Routinen entwickeln, aber auch je nach Fähigkeiten in die Planung von Material- und Budgetwirtschaft oder Verkauf einbezogen werden, was einen Ansporn geben kann, erfolgreicher zu arbeiten und etwas Gewinn zu erwirtschaften. Aus Sicht eines Schülers liegt ein Unterschied zur klassischen Therapie darin, dass keine Einzelstücke von Anfang bis Ende angefertigt werden, sondern die Arbeit auf jeweils vorhergehenden Arbeitsgängen aufbaut und den nachfolgenden Teilnehmern ein bearbeitetes Werkstück liefert.
Oft werden die Unternehmensprojekte teilweise in der Unterrichtszeit, teilweise in der Freizeit durchgeführt. Sie eignen sich daher auch für Schulformen mit Internatsunterbringung. Manche Konzepte sehen vor, dass das Unternehmen von Schülerteams für einen begrenzten Projektzeitraum (Wochen bis Monate) geführt wird, an deren Ende oft eine Verkaufsperiode steht, die das Erfolgserlebnis verschafft und das Projekt mit einer abschließenden Bewertung beendet. Es gibt aber auch langjährige Projekte die voneinander abfolgenden „Schülergenerationen“ fortgeführt werden, wobei hinzu kommende Neulinge von erfahreneren Schülern angeleitet werden, was zusätzlich positive Erfahrungen vermitteln kann.
In aller Regel bewirkt zeitliche Kürze des Projektes, Geldmangel und dadurch geringe Mechanisierung und Automatisierung, dass die erwirtschafteten Gewinne sehr bescheiden sind oder auch Verlust anfällt, der aus pädagogischen Gründen ausgeglichen werden muss, da sich andernfalls die gewünschten Erfolgserlebnisse nicht einstellen. Dies wird meist durch Umlagen im Mutterunternehmen abgefedert, so dass die Schüler den Eindruck eines erfolgreichen Unternehmens haben. Beispielsweise können Ausgaben für Arbeitsräume, Fahrtätigkeit, Heizung/Elektrizität oder Werkzeuge durch den pädagogischen Betrieb getragen werden, so dass nur die eigentliche Materialwirtschaft in die Verantwortung der Lernenden fällt. Auch bei einem insgesamt unwirtschaftlich arbeitenden Juniorenbetrieb kann den Schülern das Lernen in simulierten Realsituationen ermöglicht werden, Wirtschaftskenntnisse und Zusammenhänge der Kostenrechnung, die im normalen Unterricht nicht behandelt werden oder in nicht als unmittelbar erfahrbares Ursache-Wirkungsprinzip augenfällig werden.
Aufgrund der überwiegend pädagogischen Ausrichtung können die Produkte oder Dienstleistungen an die Bedürfnisse und Fähigkeiten der Schüler, seltener auf die Marktlage ausgerichtet werden. Das ist insbesondere dem Sonderförderbereich zuträglich, in dem oft das hergestellt werden muss, was die Schüler können, auch wenn es sich nicht um besonders nachgefragte Artikel handelt. Bei der Förderung von Hochbegabten kann man sich auf qualitativ hochwertige Produkte oder Einzelstückanfertigungen verlegen, wie beispielsweise elektrotechnische Geräte oder Computerprogramme. Hoch leistungsfähige Schüler profitieren persönlich von dieser Bildungsmöglichkeit, die vom gewöhnlichen Schulunterricht nicht geleistet werden kann.

## Konzeption
Für die Unternehmen gibt es keine einheitlichen Konzepte. Alle derartigen Unternehmen sind aber darauf ausgerichtet, möglichst sichtbare und reale Geld- und Warenströme mit marktfähigen Produkten und Dienstleistungen zu erzeugen, die leicht verstanden und nachvollzogen werden können. Im organisatorischen Aufbau orientiert sich das Unternehmen in der Regel an dem jeweiligen Mutterbetrieb oder der Einrichtung, in dem es geführt wird.

### Führung und Leitung
Die Führung des Geschäftsbetriebs liegt teilweise oder vollständig bei den mitwirkenden Auszubildenden, die alle anfallenden Arbeiten eigenverantwortlich ausführen bzw. durch Verantwortliche des Mutterunternehmens unterstützt und angeleitet werden. Diese sind oft Mitarbeiter aus dem Personal- oder Ausbildungsbereich sowie Vertreter aus den Fachabteilungen.
Inwieweit welche Aufgaben von den Lernenden übernommen werden können, hängt mit deren Fähigkeiten zusammen. Im Lehrbereich werden Arbeitsaufgaben verteilt, die durch Informationsmaterialien und die Pädagogen erklärt werden. Die Arbeiten selbst sollen dann eigenständig ausgeführt werden. Dies betrifft sowohl die Organisation, als auch die Produktion. Für Hochbegabte streben viele Unternehmen eine eher selbstbestimmte Arbeitsweise an, bei der die Lehrkräfte nur noch Ziele vorschlagen, aber den Weg dorthin dem Lernenden und seiner kreativen Fähigkeiten überlassen.
Bei speziellen Förderprogrammen für Kinder mit Defiziten arbeiten die Schüler oft im Beisein der Pädagogen und erhalten Prozessaufgaben, d. h. die Aufgabe wird so gestellt, dass der Lösungsweg oder die Abfolge der Arbeitsschritte erklärt werden. Im handwerklichen Bereich sind dies z. B. Arbeitsschritte am Werkstück. Bei der Organisation und Planung werden Algorithmen eingehalten, die z. B. auf Informationsblättern für die Führung einfacher Rechnungsbücher festgehalten sind und direkt bei der Schreibarbeit nachgelesen werden können.

### Positionierung am Markt
Die Unternehmen unterliegen meist nicht dem am Markt üblichen Konkurrenzdruck und stellen im Rahmen ihrer pädagogischen Einrichtung einen Übungs- oder Schutzraum dar, der aktiv aufrechterhalten werden muss; dennoch können manche Unternehmen auch vollständig auf den Markt ausgerichtet sein, der somit das Umfeld stellt. In anderen Fällen ist das Unternehmensumfeld die Bildungseinrichtung selbst, deren weitere Abteilungen Kunden oder Zulieferer sein können. Als Bestandteil eines Großbetriebs, der die produzierten Waren für die weiteren Abläufe benötigt, bietet sich diese Struktur an. Hiermit ist die Juniorenfirma eine Abteilung, die aber eine eigene Rechnungsführung betreibt.
Sofern das Unternehmen Gewinn erwirtschaftet, verbleibt er oft im Projekt oder wird als Anreiz an die jungen Mitarbeiter abgegeben. Die Möglichkeit, die Schüler mit finanziellen Anreizen für ihre Arbeit zu belohnen, wird allerdings in der Praxis auch dann genutzt, wenn sich das Unternehmen insgesamt nicht wirtschaftlich rechnet. Denn die meisten dieser Unternehmen sind abhängig von ihrem Trägerbetrieb, der auch das pädagogische Personal und die übrigen Ausgaben trägt. Defizite werden typischerweise so abgefedert, dass Kostenfaktoren vom Mutterbetrieb übernommen werden, so dass die Rechnungsführung wieder positiv wird.

### Anteile und Besitzstruktur
Die betriebliche Juniorenfirma ist typischerweise ein Kleinunternehmen im Großunternehmen. Neben den Schülern sind oft weitere Träger beteiligt, darunter:
- die Schule, d. h. die Schulleitung und betreuende Lehrer
- Lehrbetrieb
- manchmal die Eltern
- vereinzelt auch andere Anteilseigner
- schulexterne Partner: Unterstützungsagenturen, Vereine, Wirtschaftsbetriebe
- bei heilpädagogischen Einrichtungen oft Träger oder Dachverbände

Die Juniorenfirma kann vollständig im Besitz des Mutterbetriebs sein oder anderen Modellen folgen. Unabhängig von der wahren Besitzstruktur, der juristischen Grundlage, aber auch der Wirtschaftlichkeit wird oft die Möglichkeit genutzt, den Schülern oder Lehrlingen einen anteiligen Besitz am Unternehmen zu ermöglichen. Bei Juniorenfirmen im berufsbildenden Bereich sind komplexere Anteilsmodelle möglich, die tatsächlich auch Besitz im juristischen Sinne darstellen. Die Auszubildenden haften jedoch nie für Schulden oder Pleiten, die in fast allen Fällen auch unmöglich sind. Je nach Modell können Lehrlinge ihren Anteil erhöhen. Scheidet ein Schüler aus, werden seine Anteile rückübertragen, oder er kann, je nach Modell diese Anteile auch halten, z. B. um das Unternehmen und die nachfolgenden Lehrlinge zu unterstützen.
Im Schul- oder Förderschulbereich werden oft sehr einfache Modelle bevorzugt, die im sichtbaren Einzahlen von kleineren symbolischen Beträgen in die Unternehmenskasse bestehen. Aus dieser Kasse werden dann auch erwirtschaftete Gewinne ausgezahlt.

### Lehrmethodik
Konzeptionell stellen die Unternehmen meist projektartige Verbindungen aus Praxis und Theorie, Handeln und Reflexion sowie Planung und Entscheidung dar und werden oft so eingerichtet, dass sie betriebliche Abläufe und Ausbildungsinhalte veranschaulichen. Dabei soll ein Höchstmaß an Realität mit einem Grundmaß an vereinfachender Simulation verbunden werden. Aufgrund der Verbindung zwischen Arbeiten und Lernen wird die Juniorenfirma zu den handlungsorientierten Lehr-/Lernmethoden gezählt. Auf Transparenz wird Wert gelegt, die aktuellen Stände werden oft auf Tafeln oder allgemein zugänglichen Informationsquellen gezeigt.

### Einsatzmöglichkeiten
Das Konzept ist für alle Ausbildungsberufe geeignet, findet sich jedoch häufig in kaufmännischen Berufsausbildungen. Insbesondere können hochbegabte Auszubildende gefördert werden. In einigen dieser Unternehmen können die Betreuer einen Teil der Führungsaufgaben wahrnehmen, wenn leistungsschwächere Auszubildende an dem Unternehmen beteiligt sind oder Mitarbeiter wegen Praktika oder Urlaub ausfallen.
Darüber hinaus eignet sich diese Lehrmethode auch für alle Schulformen, die im Rahmen therapeutischer Programme viel handwerkliche Tätigkeiten verrichten, deren Ergebnisse nicht nutzlos bleiben oder verworfen werden sollen. Im Sonder- oder Förderschulbereich werden beispielsweise oft stets wiederkehrende handwerkliche Tätigkeiten verrichtet (Korbflechten, Holzarbeiten oder gestalterisches Handwerk), bei denen größere Mengen fertiger Produkte anfallen, die durch Verkaufsstände oder bei Veranstaltungen nicht vollständig veräußert werden können. Hier können Verträge mit echten Unternehmen abgeschlossen werden, die diese Produkte in ihr Sortiment aufnehmen. Oft werden von Schülerfirmen kleinere Nischen besetzt, wie etwa die Anfertigung von Holzspielzeug oder Kunsthandwerkliches zu saisonalen Themen (Ostern, Weihnachten usw.), das vom Endkonsumenten dann noch bemalt werden kann oder eine materielle Grundlage weiterer pädagogischer Tätigkeiten in anderen Einrichtungen sein kann.
In der betrieblichen Anwendung kann der Begriff Juniorenfirma bzw. Juniorenunternehmen auch die Bezeichnung für eine Abteilung des Mutterunternehmens sein, in der Auszubildende eingesetzt werden. In diesem Fall können die Abläufe des Unternehmens vollständig simuliert sein, wobei sich die Abnehmer auch innerhalb des Mutterunternehmens befinden können. Genau genommen liegt dann eine Abteilung mit separater Rechnungsführung vor, deren Unterhaltskosten aber vom gesamten Betrieb getragen werden.

## Betrachtungsebenen
Juniorenfirmen sind je nach Konzept und tatsächlicher wirtschaftlicher Grundlage teilweise oder vollständig Simulationen. Sie sollen aber aus pädagogischen Gründen von allen Beteiligten als unabhängige, eigenständig handelnde Unternehmen aufgefasst werden. Unter anderem hiervon hängt der pädagogische Mehrwert ab, der durch die Überzeugung der Schüler entsteht, dass die eigene Arbeit den Erfolg hervorbringt bzw. einen Misserfolg vermeidet. Verantwortung kann insbesondere dadurch aufgebaut werden, dass der Erfolg der Bemühungen unsicher gehalten wird und von den Beteiligten abhängt. Insbesondere bei langjährigen Unternehmen wird nicht betont, dass das Unternehmen prinzipiell immer und auch unter unwirtschaftlichen Bedingungen aus pädagogischen Gründen weitergeführt und finanziell gepuffert wird. Man sieht sie als eigenständige Unternehmungen an, wenn von Mitarbeitern, Kunden oder wirtschaftlichem Erfolg die Rede ist. In der Literatur hingegen werden diese Unternehmen als Lehr-/Lernmethode verstanden, die aktiv von Pädagogen betrieben und aufrechterhalten werden muss. Hieraus lassen sich drei Betrachtungsebenen ableiten.
In der wirtschaftlichen Betrachtungsebene steht ökonomisch-rationales Handeln im Vordergrund. Die Auszubildenden nehmen den Status von festen Mitarbeitern statt von Auszubildenden ein. Sie können das Unternehmen gestalten und geschäftsbezogene Entscheidungen fällen. Der Erfolg wird vorrangig am erwirtschafteten Gewinn gemessen, der immer vorhanden sein sollte, auch wenn er absolut betrachtet nur durch finanzielle Entlastungen seitens des Mutterunternehmens zustande kommt. Die betrieblichen Betreuer fungieren als Berater oder Entscheider bei operativen Sachfragen. Das Unternehmen wird auch von seinen Kunden und Lieferanten als eigenständig wahrgenommen.
In der didaktisch-methodischen Betrachtungsebene wird die Juniorenfirma als eine Bildungsmethode angesehen, in der Auszubildende den größten Teil der Aktivitäten eines kleinen Unternehmens wahrnehmen. Damit stellt die wirtschaftliche Ebene des Unternehmens das Kernelement der Lehr-/Lernmethode dar. Aus den gewonnenen Erfahrungen sollen Lerneffekte erzielt werden, wobei die Auszubildenden und betrieblichen Betreuer das Lernumfeld gemeinsam gestalten. Eine externe wissenschaftliche Begleitung kann hierbei unterstützend mitwirken. Diese theoretische Betrachtungsweise wird bspw. in der Literatur von der Wissenschaft gewählt.
Die Betrachtungsebene der betrieblichen Eingliederung (Abteilung) geht über die didaktisch-methodische Ebene hinaus. Das Mutterunternehmen implementiert eine Juniorenfirma als Ausbildungsinstrument. Diese wird ein Teil des Ausbildungssystems des Mutterunternehmens und steht somit in einer Wechselwirkung zu weiteren Ausbildungsaktivitäten und -pflichten der Auszubildenden. Als Organisationseinheit des Unternehmens ergeben sich unternehmensspezifische Rahmenbedingungen für das die Juniorenfirma. Sie muss in das wirtschaftliche und soziale System des Mutterunternehmens integriert werden. Aus diesen Gründen muss eine passende Eingliederung in das Mutterunternehmen und das Ausbildungssystem gewährleistet sein. Als ein solcher Bestandteil der Ausbildung des Mutterunternehmens wird die Juniorenfirma bspw. von der Geschäftsleitung, dem Betriebsrat und den Mitarbeitern des Mutterunternehmens gesehen.
Die Betrachtungsebene des Umfeldes schließlich ist eine Ergänzung der anderen Betrachtungsebenen. Das Mutterunternehmen als organisatorischer Rahmen der Juniorenfirma wird durch Veränderungen der Unternehmensumwelt beeinflusst. Diese stellt somit das überbetriebliche Umfeld dar. Die Unternehmensumwelt umfasst Interessengruppen wie etwa den Staat, die Gesellschaft, Interessenverbände, Kunden, Lieferanten oder die Wissenschaft. Zu den überbetrieblichen Interessengruppen können zudem andere Juniorenfirmen gezählt werden, die in einem Kooperationsverhältnis mit der Juniorenfirma stehen können. Das innerbetriebliche Umfeld umfasst alle betrieblichen Interessengruppen, die nicht in die Organisation des Unternehmens eingebunden sind. Wichtige Einflussgruppen stellen hierbei Betriebsrat, Jugend- und Auszubildendenvertretung, nicht beteiligte Auszubildende und Fachbetreuer sowie Geschäftsleitung, Abteilungen und Mitarbeiter des Mutterunternehmens dar. Alle Interessengruppen nehmen in unterschiedlichem Umfang Einfluss auf die Gestaltung des Unternehmens, der sich sowohl auf die wirtschaftliche, die didaktische als auch die betriebliche Ebene auswirkt.